# Moviestar
Die Moviestar ist eine alle zwei Monate erscheinende Zeitschrift zum Thema Kino mit einer Spezialisierung auf Action-, Horror-, Science-Fiction- sowie Fantasyfilme.
Die Zeitschrift erscheint seit 1993. Im dritten Quartal 2004 wurden 38.221 Exemplare verkauft, die gedruckte Auflage lag bei 64.000 Stück. Sie erschien bis Dezember 2022 im Verlag MPW, der laut eigener Aussage „von Filmfans für Filmfans gegründet“ wurde. Nach dessen Insolvenz übernahm der Immundula-Verlag das Kinomagazin.
Ab 1995 erschien bei MPW auch die Schwesterzeitung TV Serien Highlights, die von der Erstausgabe bis 7/1997 noch den Titel TeleVision trug, danach bis 2010 den Titel TV Highlights. Seit 2002 erscheint außerdem monatlich das Magazin DVD-/Blu-ray Special. Auch diese beiden Zeitschriften wurden 2023 vom Immundula Verlag übernommen. Dazu wird dort ab Dezember 2023 auch das Vierteljahresmagazin Moviestar Retro veröffentlicht.